# The Happy Ending
Pour les articles homonymes, voir Happy Ending (homonymie).
Pour plus de détails, voir Fiche technique et Distribution.
The Happy Ending est un film américain réalisé par Richard Brooks sorti en 1969. Jean Simmons obtint pour son rôle sa seconde nomination à l'oscar de la meilleure actrice. C'est aussi son second film tourné avec son mari Richard Brooks après Elmer Gantry. Michel Legrand reçoit également une nomination aux Oscars pour la musique de la chanson du film What Are You Doing for the Rest of Your Life, laquelle deviendra un standard du répertoire américain repris par de nombreux interprètes dont Shirley Bassey ou encore Frank Sinatra.

## Synopsis
1953 : Au cours d'un automne et d'un hiver, au Colorado, Mary Spencer (Jean Simmons) et Fred Wilson (John Forsythe) mènent une existence idyllique. Mary quitte l'université pour se marier avec Fred. Leur mariage parfait reflète les fins heureuses des films que Mary aime.
1969 : C'est le 16e anniversaire de mariage des Wilson. Sur le chemin du travail, Fred, un conseiller fiscal à succès, dit à leur femme de ménage (Nanette Fabray), Agnes, qu'il a trouvé de la vodka cachée dans la garde-robe de Marie. Il demande alors à Agnes de garder un œil sur sa femme. Mary se met en route pour le salon de beauté. Dans un bureau d'une compagnie aérienne, Marie achète un billet aller-simple pour Nassau, aux Bahamas.
Sur le vol, elle se rappelle les détails de la fête d'anniversaire de l'an dernier, lorsque Fred, ivre, avait flirté avec une blonde, qui était divorcée. Elle s'était alors réfugiée dans la bouteille et une rediffusion de Casablanca. Lors d'une escale, elle appelle à la maison et apprend que la fête d'anniversaire de cette année a été un autre type de catastrophe. Sa fille, Marge (Kathy Fields), est effrayée par l'appel de Marie, qui lui rappelle l'époque où elle avait trouvé sa mère inconsciente après une overdose.
En route pour Nassau, Marie rencontre Flo (Shirley Jones), une ancienne amie de collège qu'elle n'a pas vue depuis 1953. Tandis que Marie s'installait dans sa vie conjugale, Flo a été la maîtresse d'une série d'hommes mariés. Elle est sur le chemin de Nassau pour y rencontrer son dernier amant, Sam (Lloyd Bridges). Marie lui dit qu'elle a dû s'éloigner de Fred, alors Flo promet de s'occuper d'elle. 
Aux Bahamas, Marie aime le soleil et les longues étendues vides, sur la plage. Dans un casino, elle rencontre Franco (Bobby Darin), un arnaqueur de Los Angeles, qui est en déveine. Franco suppose à tort que Marie est riche. Il affecte un accent italien et dit à Marie qu'il est un journaliste et qu'il écrit à propos des stars de cinéma. Elle accepte d'aller à « son » bateau, mais Franco perd rapidement son intérêt quand il comprend que Marie n'est pas riche et il lui confesse son escroquerie.
Marchant le long de l'océan, Mary se souvient à l'occasion de sa tentative de suicide : elle revenait d'un lifting pour apprendre que Fred était à Reno avec une autre femme. Marge l'avait trouvée et l'emmena précipitamment à l'hôpital. Après cela, Mary a recommencé à boire, a dépensé beaucoup d'argent et a accidenté sa voiture alors qu'elle conduisait ivre.
Dans le présent, Sam propose le mariage à Flo, qui accepte. Mary retourne chez elle. Agnes l'aide à emménager dans une chambre qu'elle a loué, loin de Fred et de Marge. Elle prend un emploi et s'inscrit aux cours du soir, à l'université. C'est là que Fred la retrouve, un soir. « Qu'est-ce qui a mal tourné ? » demande-t-il. « Tous nos amis sont mariés, et ils sont heureux ».

## Fiche technique
- Titre original : The Happy Ending
- Réalisation : Richard Brooks
- Scénario : Richard Brooks
- Photographie : Conrad L. Hall
- Musique : Michel Legrand
- Montage : George Grenville
- Costumes : Rita Riggs
- Genre : drame
- Pays de production : États-Unis
- Durée : 117 minutes
- Date de sortie :
  - États-Unis : 21 décembre 1969

## Distribution
- Jean Simmons : Mary Wilson
- John Forsythe : Fred Wilson
- Lloyd Bridges : Sam
- Teresa Wright : Mme Spencer
- Dick Shawn : Harry Bricker
- Nanette Fabray : Agnes
- Bobby Darin : Franco
- Tina Louise : Helen Bricker
- Kathy Fields : Marge Wilson
- Gail Hensley : Betty
- Shirley Jones : Flo
- Eve Brent : Ethel
- William O'Connell : Minister
- Barry Cahill : Handsome Man
- Miriam Blake : Cindy